# TV Gryf
Telewizja Gryf – regionalna stacja telewizyjna z siedzibą w Szczecinie emitująca program od 3 kwietnia 2003 do 7 marca 2006. Stacja przestała nadawać z powodu śmierci właściciela – Łukasza Borowieckiego, na którego nazwisko wydana była koncesja. Telewizja Gryf miała wznowić emisję w poniedziałek 20 marca 2006, jednak Monika Borowiecka – żona zmarłego właściciela oznajmiła, że nie uruchomi telewizji, gdyż stacja nie przynosiła zysku i nie ma środków na jej finansowanie.
Stację można było odbierać naziemnie za pośrednictwem nadajnika Szczecin–Warszewo do 50 km od miasta na kanale 40 oraz w szczecińskich telewizjach kablowych. Ramówkę „Gryfa” wypełniały głównie programy o tematyce regionalnej i publicystycznej. Codziennie emitowany był serwis informacyjny Obiektyw, który prezentował najważniejsze wydarzenia ze Szczecina, a w niedzielę – podsumowanie tygodnia.

## Obiektyw
Niektórzy prezenterzy:
- Magdalena Stankiewicz (obecnie Kronika Regionalna w TVP Szczecin)
- Monika Śpiewak
- Piotr Szkocki
- Barbara Jesiołkiewicz-Kowalczyk (obecnie Kronika Regionalna w TVP Szczecin)
- Monika Bochenko
- Daria Prochenka

Wydania:
- 9:00 – wydanie poranne
- 17:55 i 18:55 – Obiektyw Flesz
- 20:00 – wydanie główne, sport, pogoda i Nasz Gość
- 22:30 – wydanie wieczorne, powtórzenie programu Nasz Gość

## Programy
- Czyja to sprawa? – program interwencyjny (autor: Anna Parysek)[7]
- Forum – program o tematyce społeczno-politycznej (autor: Paweł Kamionka)[8]
- Gryf Serwis – wiadomości flesz
- Gryf Sport – lokalne wydarzenia sportowe (autorzy: Sebastian Roszkowski, Paweł Pasławski)[9]
- Gryfuś – teleturniej dla dzieci (autor: Jacek Drożdżal)[10]
- Hitlista – lista przebojów (autor: Dariusz Krywult)[11]
- Magazyn Katolicki
- Mała-czarna – magazyn dla pań (autor: Daria Prochenka)[12]
- Moto Magia – magazyn poświęcony motoryzacji (autor: Rafał Molenda)[13]
- Na językach – program publicystyczny (autor: Magdalena Garnuszewska][14]
- Na tropie studenta – program dla i o studentach (autor: Magda Kwintowska)[15]
- Nad Bałtykiem – program morski (autor: Grzegorz Gudowicz)[16]
- Nasze Miasto – program poruszający problemy mieszkańców Szczecina (autor: Stanisław Heropolitański)[17]
- Naturalnie Szczecin (autor: Przemysław Gołyński)[18]
- Obiektyw – dziennik przedstawiający najświeższe informacje ze Szczecina[19]
- Plan – magazyn filmowy (autor: Małgorzata Puc)[20]
- Prawo głosu – program publicystyczny dla młodzieży (autor: Paweł Kamionka)[21]
- Szczecin w obiektywie
- Szczeciński Kabareton (Kabaret Kochanie – 37 odcinków)
- Wokanda – magazyn prawny (autor: Monika Śpiewak)[22]
- Wywiady spod estrady – talk-show z udziałem publiczności (autor: Krzysztof Skiba)[23]
- Za kurtyną – magazyn kulturalny  (autor: Bożena Bernat)[24]
- Zapytaj Gwiazd[25]
- ZUS – warto wiedzieć – program poradnikowy i informacyjny (autor: Monika Śpiewak)[26]